# The Red Mile
The Red Mile är en hästkapplöpningsbana i Lexington i Kentucky i USA. Banan arrangerar löp inom trav och passgång. Banan är belägen i regionen Bluegrass, känd för hästavel.

## Historia
Banan grundades den 28 september 1875 och sponsrades av Kentucky Trotting Horse Breeders Association. Publiksiffran till de första loppen var mycket låg, då det inte hade annonserats om banans öppnande. När tidningar publicerade artiklar om den nya banan ökade publiksiffran markant. Banan är den näst äldsta hästkapplöpningsbanan i världen.
Namnet har banan fått eftersom den är en mile lång (1 609 meter) och tillverkad av röd lera. 
Förutom travbanan har The Red Mile ett två våningar klubbhus, en rund ladugård och en park. Klubbhuset används även för bröllop, fester och andra sammankomster. Det finns även ett stort område som ofta används för hästförsäljning.

## Världsrekord
Den 27 september 2008 sprang hästen Somebeachsomewhere i mål på tiden 1:46.4 (1.06,4). Segertiden var en tangering av världsrekordet för 3-åriga passgångshästar.
Den 9 oktober 2016 sprang hästen Always B Miki i mål på tiden 1:46.0 (1.05,9), vilket var det absolut snabbaste som någon passgångare hade sprungit.
Den 6 oktober 2018 slog hästen Homicide Hunter körd av Brian Sears och tränad av Chris Oakes världsrekord som den snabbaste travaren någonsin, då denne vunnit på tiden 1:48.4 (1.07,7).

## Kända lopp
På banan körs det årliga loppet Kentucky Futurity, som är ett av Triple Crown-loppen. De andra loppen som utgör Triple Crown är Hambletonian Stakes (som körs på Meadowlands Racetrack) och Yonkers Trot (som körs på Yonkers Raceway).